# Starodubiwka (Mariupol)
Starodubiwka (ukrainisch Стародубівка russisch Стародубовка Starodubowka) ist ein Dorf im Südwesten der ukrainischen Oblast Donezk mit etwa 780 Einwohnern (2004).

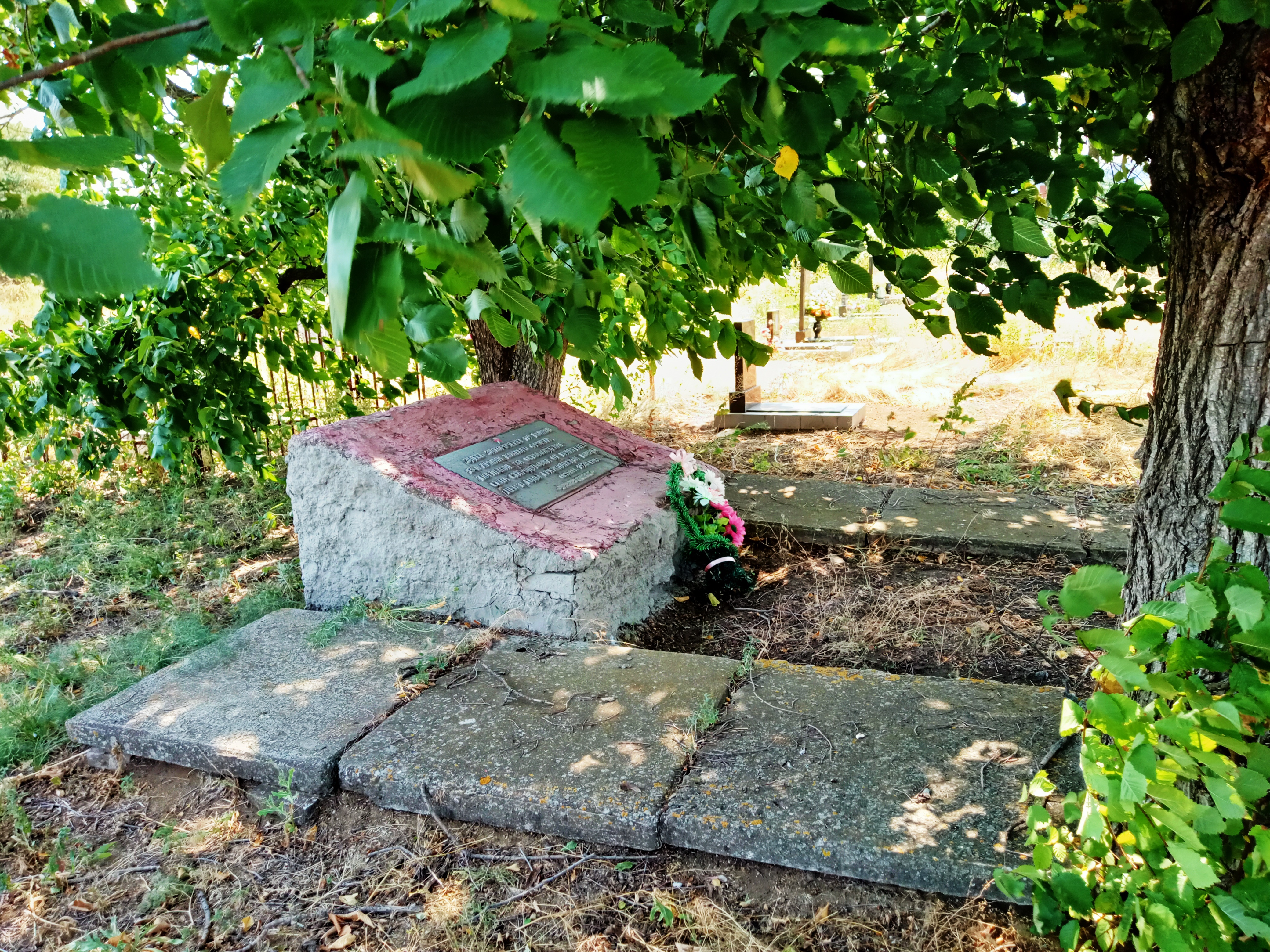
Denkmal im Ort

Das 1830 gegründete Dorf liegt am Ufer des Karatysch (Каратиш) kurz vor dessen Mündung in die Berda an der Grenze zum Rajon Berdjansk der Oblast Saporischschja. Im Dorf wird vorwiegend Getreide und Wolle produziert.
Starodubiwka liegt 22 km westlich vom ehemaligen Rajonzentrum Manhusch und etwa 40 km westlich der Stadt Mariupol.
Am 12. Juni 2020 wurde das Dorf ein Teil neugegründeten Siedlungsgemeinde Manhusch, bis dahin bildete es zusammen mit dem Dorf Sachariwka (Захарівка) die gleichnamige Landratsgemeinde Starodubiwka (Стародубівська сільська рада/Starodubiwska silska rada) im Nordwesten des Rajons Manhusch.
Am 17. Juli 2020 wurde der Ort ein Teil des Rajons Mariupol.